# Ханібуш

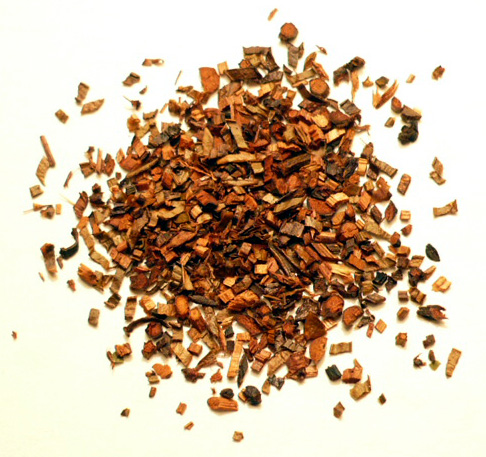
Ханібуш смажений

Ханібуш (англ. honey bush — «медовий кущ») — напій («трав'яний чай»), який готують з деяких видів південноафриканських рослин, що належать до роду Циклопія родини бобові. Аналог більш широко відомого ройбуша.

### Властивості

#### Органолептичні
- Ханібуш сам по собі солодкуватий.
- Його аромат можна визначити як «медовий» або «екзотичний фруктовий»."

#### Лікувальні
- Не містить:
  - Кофеїну.
- Міститься:
  - кальцій важливий для здорових кісток і зубів,
  - залізо — для покращення кисневого обміну в крові,
  - натрій — для кислотно-лужного балансу,
  - марганець і фосфор — для росту і розвитку кісток,
  - магній — для здорової нервової системи,
  - цинк — для здорової шкіри,
  - калій і мідь — для кислотно-лужного балансу
  - Пінітол — аналог цукру. Нормалізує рівень цукру в крові і понижує тиск
  - Таніни в малих кількостях (надають в"яжучий ефект)
- Властивості:
  - Допомагає від простуди і кашлю
  - Покращує лактацію у матерів, що годують
  - Знижує ризик остеопорозу
  - Антигрибкові властивості
  - Антивірусні властивості
  - Знижує рівень холестерину
  - Знижує рівень жиру
  - Антимікробні властивості
  - Антиоксидантні властивості
  - Регулювання циклів менструації
  - Запобігання раку молочної залози, простати, матки.

### Приготування сировини

#### Збір і різка
Збір проходить в період цвітіння чагарника, оскільки саме квітки надають південноафриканському напою його чудовий медовий аромат.
Збір сировини займає довгий час, тому що його треба шукати. Про плантації і не дикорослі чагарники інформації немає.
Найцінніший матеріал — це листя і квіти, але стебла також ідуть в напій і вся рослина зрізається під корінь.
Цінуються молоді рослини, які обрізаються регулярно (раз в два або три роки), а також рослини, що виросли на місці вигорілого лісу. Вони дають більше листя і квітів.
Свіжозрізані квітучі пагони викладають на конвеєр, а потім рубають на дрібні частинки за допомогою спеціальних верстатів.

#### Ферментація і сушка
Ферментація і попередня сушка:
- Ферментація старовинним способом: складають в копиці, що нагадують копиці сіна, накривають зверху тканиною і залишають на декілька днів.
- В хлібопекарних печах за допомогою автоматів підвищення вологості, вентиляції. Сушка на сонці.
- Поміщають в спеціальні барабани з нержавіючої сталі, в яких ханібуш не тільки окисляется, але й сушиться при температурі 85 ºС. Заключна сушка відбувається на сонці.

#### Сортування
Проводиться сортування:
- Грубий ханібуш (викидається)
- Дрібний ханібуш (використовується для заварювання в розсипному виді)
- Дуже дрібний ханібуш (використвується для пакетування)

### Приготування напою
У ханібуш, як і в ройбуш і мате, можна додавати молоко, мед, цукор, а при створенні коктейлів — соки.
Приготування напою із ханібуша аналогічно його родичу ройбушу.